# Gjeravica
Gjeravica eller Gjeravicë (serbiska: Đeravica), från albanska djerra ("ofruktbart land") och slaviska diminutivändelsen -itsa, är Kosovos näst högsta punkt med 2 656 meter över havet. Bergstoppen är belägen i nordvästra Kosovo nära gränsen till Albanien. Det är den näst högsta bergstoppen i Dinariska alperna, efter Maja Jezercë i Albanien.
1992 till 2006 var Gjeravica den högsta punkten i Förbundsrepubliken Jugoslavien respektive Serbien och Montenegro. Då Serbien inte har erkänt Kosovos självständighet räknar Serbien fortfarande officiellt Gjeravica som landets högsta punkt.
Omkring år 2011, när gränsen mellan Nordmakedonien och Kosovo skulle fastställas, upptäckte man att den gick över berget Rudoka, som är tre meter högre än Gjeravica.